# 白雪仙
白雪仙，GBS（1928年5月19日—），仙姐，本名陳淑良，香港著名粵劇表演藝術家，粵劇名伶「小生王」白駒榮(原名陳榮)之女，於家中排行第九，故行內人愛稱她為「九姑娘」。

## 生平

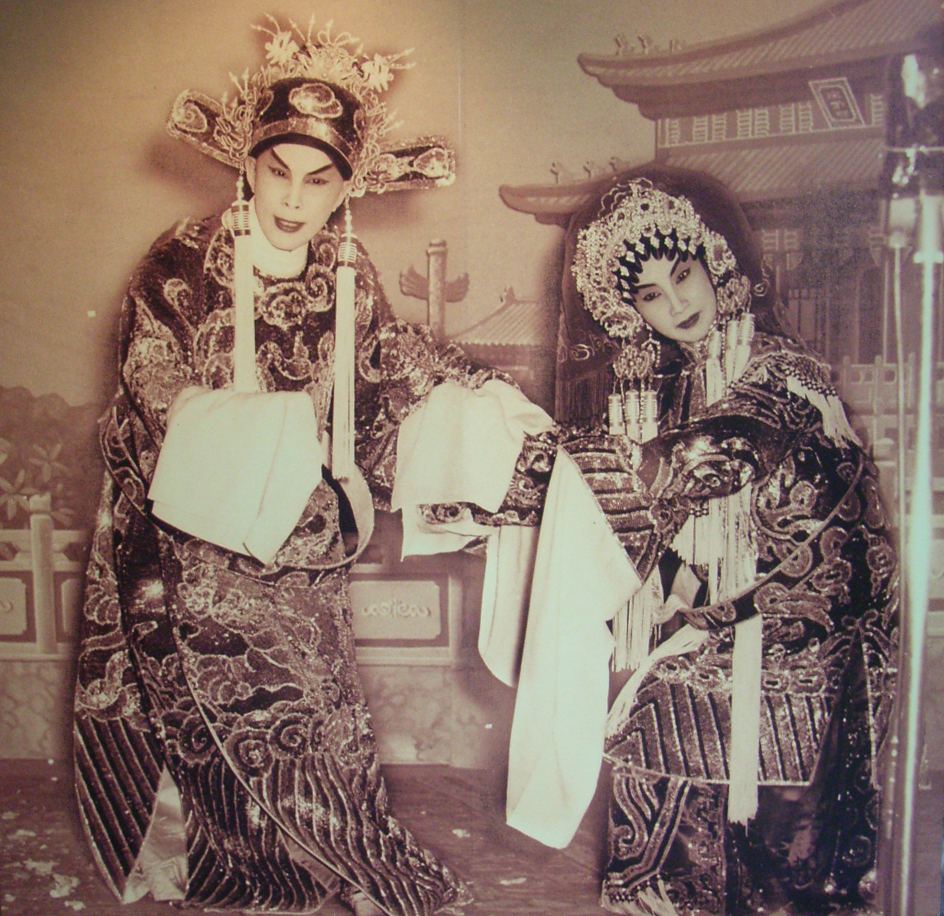
任劍輝與白雪仙（右）參與粵劇演出

### 早年生活
白雪仙，本名陳淑良，廣東順德人，1928年5月19日（農曆四月初一）生於廣東省廣州市黃沙區一個梨園家庭，父陳榮為粵劇名伶「小生王」白駒榮，母親為梁葉銓。白雪仙排行第九，人稱「九妹」、「九姑娘」等。 
抗日戰爭時，白駒榮攜家眷遷居香港，先居於灣仔鳳凰臺。白雪仙入讀敦梅學校四年級，一年後轉到嶺英中學（小學部）讀五年級，中學升讀聖保祿中學。在聖保祿讀了幾個月，她向父母提出要學戲，其父最初並不希望她跟隨他的腳步，其母也希望她受到正規的學校教育。但由於於白雪仙的堅持，最後說服了雙親，讓她停止學業，全時間學粵劇。之後搬家至利園街，通過其父介紹，13歲的白雪仙拜粵劇名伶「萬能泰斗」薛覺先和其妻唐雪卿為師，並改了「白雪仙」作藝名。
她在覺先聲劇團做了三天「啞口梅香」後，便跟父親落班做「開口梅香」，並得到住在她家樓上的音樂家冼幹持教唱粵曲。香港淪陷時期，生活因難，為了生計，她和冼幹持師傅到在酒樓茶室賣唱賺錢養家。16歲時，她於同門師兄陳錦棠的錦添花劇團在廣州演出，初任正印花旦，但一年後認為自己未夠成熟，重任二幫花旦。錦添花劇團之後，她曾參加「太上」劇團任衛少芳的二幫花旦，跟著又加入「日月星」班任陳艷儂的二幫花旦。
1937年，當白雪仙隨「日月星」班在澳門演出的時候，初遇任劍輝，二人同演悲金悼玉的《紅樓夢》，在劇中任劍輝擔任正印小生，白雪仙擔任二幫花旦，任劍輝年齡比白雪仙大十五歲。白雪仙居於澳門時節﹐她隸屬日月星劇團，為陳艷儂之副手；任劍輝是「新聲劇團」的文武生﹐很有名氣。
1943年，白雪仙加入任劍輝的新聲劇團，與陳艷儂分別擔任正副花旦，在廣州和澳門演出，劇目包括《小愛神》和《紅樓夢》。1950年代起，任白兩人於鴻運劇團、利榮華劇團、多寶劇團等多個劇團合作。

### 「仙鳳鳴劇團」時期
1956年，白雪仙與任劍輝、梁醒波、靚次伯等人組成仙鳳鳴劇團，起用粵劇編劇唐滌生。仙鳳鳴劇團最大之特色是吸收京劇和崑曲的表演藝術﹐台前幕後都廣納人才，台前有梁醒波和靚次伯等成名大老倌，幕後有教授舞蹈的吳世勛，設計服裝、教京戲的孫養農夫人，張淑嫻女士﹐其他音樂、化裝、燈光都有專人負責。
1956年6月，首屆仙鳳鳴劇團於利舞台首演《紅樓夢》，劇中白雪仙飾演林黛玉；之後換演《唐伯虎點秋香》，劇中白雪仙飾演秋香。同年11月及12月，第二屆仙鳳鳴劇團上演《牡丹亭驚夢》（白雪仙飾演杜麗娘）及《穿金寶扇》（白雪仙飾演呂昭華）。
1957年1月，第三屆仙鳳鳴劇團上演《蝶影紅梨記》（白雪仙飾演謝素秋）及《花田八喜》（白雪仙飾演劉月英）。同年6月，第四屆仙鳳鳴劇團在利舞台上演唐滌生新劇《帝女花》，劇中白雪仙飾長平公主。同年8月，第五屆仙鳳鳴開鑼上演唐滌生編撰的《紫釵記》（白雪仙飾演霍小玉）及《帝女花》（白雪仙飾演長平公主）。
1958年3月，第六屆仙鳳鳴劇團在利舞台上演唐滌生新劇《九天玄女》，劇中白雪仙飾冷霜蟬。同年9月，第七屆仙鳳鳴劇團演出《西樓錯夢》，劇中白雪仙飾穆素徽。
1959年9月，第八屆仙鳳鳴劇團在利舞台公演唐滌生新劇《再世紅梅記》，劇中白雪仙飾演李慧娘及盧昭容。
1961年9月，第九屆仙鳳鳴劇團在利舞台公演新劇《白蛇新傳》，劇中白雪仙飾演白素貞。
1961年，仙鳳鳴劇團為演出《白蛇新傳》而招募數十名少女擔任舞蹈藝員，後經篩選、培訓、改組，成為「雛鳳鳴劇團」。白雪仙演罷《白蛇新傳》後淡出粵劇舞台，與任劍輝專注培育徒弟。
1962年8月28日，任劍輝及白雪仙於香港大會堂為東華三院義唱大會獻唱籌款。
1964年11月，白雪仙宣佈籌備拍攝古裝宮闈電影《李後主》，預算耗資60萬元。演員包括：任劍輝（飾李後主）、白雪仙（飾小周后）、梁醒波（飾徐鉉）、靚次伯（飾陳喬）、任冰兒（飾宮女寶兒）及雛鳳鳴全體藝員。拍攝歷時至1967年，1968年1月30日《李後主》上映，破當時票房紀錄，但由於投資巨大而仍要虧本。白雪仙為要贖回因拍攝投資而賣去的樓宇，於1968年末至1969年初再度起班，此為仙鳳鳴劇團最後一次舞台演出，此後白雪仙退休。
任白最後一次公開演出，是在1972年6月24日無綫電視為死傷慘重的六一八雨災舉行的義演賑災晚會，任劍輝和白雪仙率領「雛鳳鳴劇團」成員義唱賑災；當天白雪仙是抱病上陣，她和任劍輝演唱了《李後主之去國歸降》一段。
白雪仙的代表作有《帝女花》、《紫釵記》、《牡丹亭驚夢》、《再世紅梅記》、《蝶影紅梨記》、《西樓錯夢》、《九天玄女》、《紅樓夢》、《獅吼記》、《李後主》、《穿金寶扇》、《花田八喜》、《琵琶記》、《桂枝告狀》、《唐伯虎點秋香》、《陽春白雪兩爭輝》等。

### 晚年生活
1989年11月29日，任劍輝在跑馬地寓所因肺癌病逝，白雪仙為紀念任劍輝成立任白慈善基金會，首個籌款活動是在1990年全港公開義映重新剪接的電影《李後主》，這是任白最後合作的電影。
1996年，白雪仙獲得香港演藝學院頒授榮譽院士。同年捐款港幣一千五百萬元予香港大學，校方以校園西端大樓命名，白雪仙親筆題寫「任白樓」三字懸於外牆，命名典禮於11月29日任劍輝逝世七周年紀念日舉行。1999年，白雪仙為紀念任劍輝逝世十周年，於電影《李後主》籌款晚會亮相。
2001年，白雪仙於第20屆香港電影金像獎頒獎典禮獲頒「終身成就獎」，由當時即將退休的政務司司長陳方安生擔任頒獎嘉賓。
2004年，白雪仙獲香港大學頒授名譽文學博士，以表揚她在演藝事業的成就及對中國傳統文化作出的貢獻。同年，白雪仙為紀念任劍輝逝世十五周年，監制由徒弟梅雪詩、陳寶珠、謝雪心、朱劍丹及龍笙演出《重按霓裳歌遍徹》籌款晚會一場。
2005年，她再監制由梅雪詩，龍劍笙演出《西樓錯夢》。2006年11月，白雪仙率領龍劍笙、梅雪詩等雛鳳鳴劇團團員，演出唐滌生名著《帝女花》，先在香港文化中心演出8場，再於移師至香港演藝學院演出26場。
2008年，白雪仙獲香港藝術發展局頒發「2007香港藝術發展獎」之「終身成就奬」，從特首曾蔭權手中接過奬項。
2013年，白雪仙獲香港特別行政區政府頒授「金紫荊星章」。翌年，白雪仙重新編排《再世紅梅記》，由梅雪詩、陳寶珠在香港及澳門演出。
2018年，白雪仙又重新編排蝶影紅梨記，由梅雪詩、陳寶珠香港及澳門演出。同年，為慶祝白雪仙90歲大壽，九位藝術家用不同類型的作品向仙姐致敬及賀壽。所有作品於香港洲際酒店作展覽，而作品的照片也會放在壽宴的場刊中。
2019年，受戲曲中心邀請，將其重新編排的《再世紅梅記》作戲曲中心開幕演出，由徒弟梅雪詩及陳寶珠演出，因大受歡迎，欲購票人數太多，以粵劇界前所未有的「先登記，後抽籤」方式售票。同年，為紀念任劍輝逝世三十周年，一眾晚輩徒弟在君悅酒店筵開數十席，由白雪仙致辭，表達對任姐的不捨。
2020年12月3日，香港教育大學頒授榮譽博士學位予她。由於COVID-19疫情反覆，頒授典禮未能在教大校園舉行，改由校董會主席馬時亨教授親自到她府上頒授。

## 藝名
根據《白雪仙自傳》，以「白雪仙」為藝名是紀念父親、師父及師母：第一字取自父親白駒榮(原名陳榮)的「白」，第二字取自師母唐雪卿的「雪」，第三字「仙」則是師父薛覺先之「先」的諧音。

## 電影作品
- 1934年12月12日：《泣荊花》（未成名之作）（同劇演員：白駒榮、胡蝶影）
- 1938年3月18日：《拉車被辱》（未成名之作）（同劇演員：白駒榮、譚秀珍）
- 1947年5月1日：《晨妻暮嫂》飾 陈素贞（同劇演員：冯峰、欧阳俭、伊秋水、张凤湘）
- 1947年12月11日：《火樹銀花》飾 ？（同劇演員：李海泉、张活游、伊秋水、赵美娥）
- 1948年1月29日：《百子千孫》飾 桂英（同劇演員：张瑛、叶萍、伊秋水、黄楚山）
- 1948年2月13日：《黃金世界》飾 ？（同劇演員：李海泉、鮑洛夫、胡美倫、良鳴、李月清、謝虹、鄭柳娟）
- 1949年1月1日：《連生貴子》飾 陳翠環（同劇演員：張瑛、林坤山、黃楚山、朱瑞棠）
- 1950年3月1日：《金玉奴棒打薄情郎》飾 金玉奴（同劇演員：张活游、柠檬、高鲁泉、李雁）
- 1951年4月9日：《食饭神仙》飾 洪仙娜（同劇演員：新马师曾、梁洁贞、碧霞、甘露、伊秋水、梁醒波）
- 1951年8月31日：《呷错醋》飾 杨白雪（同劇演員：新马师曾、周坤玲、張瑛、李海泉、伊秋水、馬笑英）
- 1951年11月1日：《福至心灵》飾 白露茜（同劇演員：任剑辉、张瑛、周坤玲、伊秋水）
- 1951年11月7日：《歌唱沙三少》飾 阿銀（同劇演員：新馬師曾、周坤玲、歐陽儉、半日：安、馬笑英）
- 1951年11月23日：《雙料夫妻》飾 胡筱玉（同劇演員：新馬師曾、張瑛、周坤玲）
- 1951年12月5日：《多情孟丽君》飾 苏映雪（同劇演員：任剑辉、石燕子、黄超武、林妹妹）
- 1951年12月25日：《人海狂潮》飾 陆绮云（同劇演員：新马师曾、紫罗莲、张瑛、郑惠森）
- 1952年2月1日：《大光灯》飾 阿芬（同劇演員：新马师曾、郑惠森、周坤玲、郑君绵）
- 1952年2月5日：《如意吉祥》飾 許燕萍（同劇演員：白燕、梁醒波、伊秋水、林妹妹、叶萍）
- 1952年3月27日：《万花锦绣》飾 白丽仙（同劇演員：新马师曾、张活游、周坤玲、任剑辉、罗艳卿、任冰儿、李海泉）
- 1952年4月11日：《迷樓金粉》飾 楊文芳（同劇演員：新馬師曾、吳楚帆、周坤玲）
- 1952年4月17日：《時來運到》飾 馬梅芳（同劇演員：吳楚帆、張瑛、盧敦、周坤玲、伊秋水）
- 1952年5月3日：《為情顛倒》飾 陳萍仙（同劇演員：任劍輝、周坤玲、張瑛、張活游）
- 1952年5月22日：《酒楼戏凤》飾 李凤（同劇演員：任剑辉、欧阳俭、黄超武、陈露华、郑君绵、任冰儿）
- 1952年5月29日：《歌唱倫文敘》飾 春花（同劇演員：新馬師曾、黃超武、歐陽儉、馬笑英）
- 1952年9月11日：《紅白牡丹花》飾 白菱（同劇演員：吳楚帆、紅線女、張活游、馬師曾、黃曼梨）
- 1952年9月12日：《兩個歌王》飾 蔡燕芳（同劇演員：馬師曾、何非凡）
- 1952年9月25日：《戏迷情人》飾 雪艳芳（同劇演員：任剑辉、张活游、周坤玲、欧阳俭、伊秋水）
- 1952年10月1日：《吕布戏貂蝉》飾 刁蝉（同劇演員：任剑辉、刘克宣、张醒非、陈醒章）
- 1952年10月10日：《生紅娘三戲張君瑞》飾 紅娘 （同劇演員：新馬師曾、梁醒波、鄭惠森）
- 1952年10月24日：《財來自有方》飾 梁芳蓮（同劇演員：芳艷芬、張瑛、梁醒波）
- 1952年10月31日：《舞台春色》飾 白少媚（同劇演員：任劍輝、何非凡、紫羅蓮、張活游）
- 1952年11月6日：《火烧阿房宫》飾 储妃（同劇演員：任剑辉、陆飞鸿、徐人心、陈露华）
- 1952年11月13日：《一对胭脂马》飾 马玉芝（同劇演員：红线女、张瑛、 任剑辉、吴回）
- 1952年11月27日：《歌唱十二釵》飾 白玉霜（同劇演員：任劍輝、梁醒波、歐陽儉）
- 1952年12月12日：《老婆皇帝》飾 龙美玲（同劇演員：梁醒波、黄超武、曾蓝施、俞明）
- 1952年12月25日：《晨妻暮嫂》飾 陈素贞（同劇演員：任剑辉、陆飞鸿、欧阳俭、陈露华）
- 1953年2月8日：《慈善紅伶歌唱大集會》飾 ？ （剪辑有新馬師曾《沙三少》、羅艷卿《金葉菊》、任、 白 《酒楼戲鳳》等、同劇演員：任劍輝、新馬師曾、紅線女、羅艷卿、周坤玲、黃超武、歐陽儉）
- 1953年2月18日：《伶王艳史》飾 黄小莺（同劇演員：薛觉先、 任剑辉、欧阳俭、陈露华）
- 1953年2月22日：《佳人有約》飾 王瑪莉（同劇演員：何非凡、芳艶芬、陳醒章、莫蘊霞）
- 1953年2月23日：《卖花赞花香》飾 ？（同劇演員：何非凡、任剑辉、何非凡、罗艳卿）
- 1953年2月27日：《歌唱海棠红》飾 ？（同劇演員：新马师曾、周坤玲、吴楚帆、伊秋水）
- 1953年3月13日：《紅粉多情》飾 歌女露絲（同劇演員：何非凡、周坤玲、鄧寄塵）
- 1953年4月16日：《蜜運》飾 陸雲姬（同劇演員：何非凡、芳艷芬、梁醒波、黎雯）
- 1953年4月25日：《糊涂脂粉客》飾 ？（同劇演員：任剑辉、石燕子、周坤玲、黄鹤声）
- 1953年5月14日：《骨肉喜重逢》飾 骆秋霜（同劇演員：吴楚帆、何非凡、黄楚山、夏宝莲）
- 1953年5月17日：《司马琴挑寡妇心》飾 卓文君（同劇演員：任剑辉、欧阳俭、 陈露华、张月儿）
- 1953年5月27日：《做慣乞兒懶做官》飾 王秋萍（同劇演員：梁醒波、羅劍郎、羅艷卿）
- 1953年7月9日：《同人唔同命》飾 伊绮玲（同劇演員：何非凡、罗艳卿、冯敬文、何少雄、伊秋水）
- 1953年9月11日：《財歸財路》飾 馮美卿（同劇演員：周坤玲、羅劍郎、梁醒波）
- 1953年10月24日：《牛耕田马食谷》飾 章家宝（同劇演員：梁醒波、郑惠森、黄楚山、马笑英）
- 1953年10月29日：《五谏刁妻》飾 李小蛮（同劇演員：任剑辉、郑碧影、罗剑郎、梁醒波）
- 1953年11月12日：《花街红粉女》飾 ？  （同劇演員：邓碧云、罗剑郎、梁醒波、黄超武）
- 1953年12月2日：《呆佬嫁女》飾 ？（同劇演員：梁醒波、罗剑郎、周坤玲、莫蕴霞）
- 1954年1月1日：《富士山之恋》飾 淑子（同劇演員：任剑辉、梁醒波、陈锦棠、凤凰女、任冰儿、陈好逑）
- 1954年2月7日：《锦艳同辉香雪海》飾 喬菊艷（同劇演員：任剑辉、梁醒波、罗剑郎、郑碧影）
- 1954年2月27日：《妈姐泪》飾 任珠（同劇演員：任剑辉、马笑英、胡枫、江一帆）
- 1954年4月21日：《初為人母》分飾 古秋雲、 黃慧珠（同劇演員：任劍輝、梁醒波、鄭碧影、麥炳榮）
- 1954年5月21日：《鬼媒》飾 梁惠玲（同劇演員：胡楓、朱丹、蘇少棠）
- 1954年10月9日：《搖紅燭化佛前燈》飾 羅碧君（同劇演員：任劍輝、鄭惠森、鄭碧影、梁醒波）
- 1954年12月16日：《苦命妻逢苦命郎》飾 何素梅（同劇演員：羅劍郎、鄭碧影、檸檬、鄧寄塵）
- 1954年12月31日：《自梳女》飾 阿英（同劇演員：任劍輝、張瑛、黃曼梨、梅綺、李海泉、南紅、阮兆輝）
- 1955年1月23日：《春花日：日：紅》飾 萬如繡（同劇演員：任劍輝、鄭碧影、李海泉、蘇少棠）
- 1955年1月28日：《玉女香车》飾 白如仙（同劇演員：任剑辉、欧阳俭、陈锦棠、吴君丽）
- 1955年2月7日：《鴻運喜當頭》飾 柳雯懷（同劇演員：任劍輝、梁醒波、鳳凰女）
- 1955年2月18日：《好事成双》飾 陈秀兰（同劇演員：任剑辉、张瑛、何少雄、欧阳俭）
- 1955年2月18日：《萧月白正传（上集）》飾 ？（同劇演員：張瑛、朱丹、陳露薇、鄧寄塵、鄭君綿）
- 1955年2月24日：《萧月白正传（下集）》飾 ？（同劇演員：張瑛、朱丹、陳露薇、鄧寄塵、鄭君綿）
- 1955年3月11日：《恨不相逢未嫁時》飾 張彩霞（同劇演員：江一帆、胡楓、白碧、馬笑英、姜中平）
- 1955年3月17日：《陳姑追舟》飾 陳妙嫦（同劇演員：任劍輝、梁醒波、俞明）
- 1955年5月4日：《丁财两旺喜盈门》飾 ？（同劇演員：新马师曾、郑碧影、罗剑郎、余丽珍）
- 1955年5月6日：《姑嫂情深》飾 张少英（同劇演員：张瑛、陈艳侬、林妹妹、冯峰）
- 1955年5月20日：《半夜奇談》飾 何愛雲（同劇演員：張瑛、馮峰、周志誠）
- 1955年6月9日：《日：月重光》飾 阿花（同劇演員：任剑辉、胡枫、刘克宣）
- 1955年6月30日：《璇宫春色》飾 王雪倩（同劇演員：周坤玲、张瑛、新马师曾）
- 1955年8月4日：《阿繡》分飾 阿繡/狐仙（同劇演員：羅劍郎、梁醒波）
- 1955年8月23日：《銀河抱月》飾 伍月華（同劇演員：任劍輝、梁醒波、林妹妹、黃楚山）
- 1955年8月26日：《花都綺夢》飾 楊玫瑰（同劇演員：任劍輝、梁醒波、鳳凰女、黃楚山）
- 1955年9月3日：《彩鳳入誰家》飾 劉婉蘭（同劇演員：新馬師曾、羅劍郎、許英秀、南紅）
- 1955年9月17日：《情海恩仇》飾 方靜嫻（同劇演員：胡楓、李石、黃楚山）
- 1955年10月16日：《簷前滴水》飾 花月影（同劇演員：張瑛、吳君麗、李月清、阮兆輝）
- 1955年10月27日：《紅拂女私奔》飾 紅拂女（同劇演員：任劍輝、梁醒波）
- 1955年11月15日：《七世姻缘》飾 ？（由七部歌唱片的精華片段組成、同劇演員：任剑辉、新马师曾、芳艳芬、何非凡、梁醒波）
- 1955年12月2日：《佛前姊妹花》飾 潘艷玲（同劇演員：任剑辉、胡枫、李月清、 王英奇）
- 1955年12月7日：《後窗》飾 女演員（為紀念伊秋水而攝製、眾星及工作人員義參、收入悉數交其遺屬、同劇演員：任剑辉、吳楚帆、張活游、紅線女、梁醒波、張瑛、江一帆、周坤玲）
- 1955年12月25日：《龍虎笙歌戲鳳凰》飾 何雪鳳（同劇演員：任劍輝、新馬師曾、馬笑英）
- 1956年1月6日：《云想衣裳花想容》飾 吳江媚（同劇演員：张瑛、欧阳俭、吴君丽、许英秀、刘克宣）
- 1956年1月12日：《小冤家》飾 梅麗冰（同劇演員：何非凡、梁醒波、鄭碧影）
- 1956年2月11日：《滿堂吉慶》分飾 張明珠/張淑賢（同劇演員：任劍輝、張瑛、梁醒波）
- 1956年4月27日：《苦海鸳鸯》飾 為妻（同劇演員：羅劍郎、林丹紅、長江、葉夏利、周婷婷、葉夏利、檸檬）
- 1956年5月17日：《慈母頌》飾 祝慧清（同劇演員：李我、張活游、李鵬飛）
- 1956年8月17日：《瓦鬼还魂》飾 丁香（同劇演員：何非凡、黄曼梨、梁醒波、李鹏飞）
- 1956年10月26日：《九子登科十状元》飾 李凤（剪辑红伶主演的歌唱片精华片段、包括新马师曾演唱《金叶菊》；任剑辉、 白雪仙、 欧阳俭演唱 《酒楼戏凤》; 梁醒波、 罗剑郎、 凤凰女演唱 《乞米养状元》; 半日：安、 郑碧影演唱 《大闹梅知府》; 石燕子演唱 《万恶淫为首》）
- 1956年11月22日：《杜十娘怒沉百宝箱》飾 杜十娘（同劇演員：任剑辉、新马师曾、李宝莹、林妹妹）
- 1956年12月19日：《碧血恩仇萬古情》飾 蔡梅艷（同劇演員：張活游、陳好逑、石堅、林蛟）
- 1956年12月25日：《霸王妖姬》飾 白艶紅（同劇演員：吳楚帆、羅劍郎、梅綺）
- 1957年2月4日：《財星高照》飾 王嬌（同劇演員：張瑛、梁醒波、丁羽、彭藝、陳立品、鄭碧影）
- 1957年2月9日：《刁蛮郡主戏玉郎》飾 ？（同劇演員：新马师曾、李海泉、陳好逑、林家儀、林甦、張志蓀）
- 1957年4月4日：《荔枝記》飾 益春（同劇演員：張活游、梅綺、劉克宣）
- 1957年4月11日：《宮主刁蠻駙馬驕》飾 珮霞宮主（同劇演員：任劍輝、李海泉、半日：安）
- 1957年6月7日：《人心博人心》飾 劉麗娥（同劇演員：何非凡、梁醒波、李寶瑩）
- 1957年7月4日：《畫裏天仙》飾 白芙蓉（同劇演員：任劍輝、譚蘭卿、劉克宣、任冰兒）
- 1957年12月5日：《唐伯虎點秋香》飾 秋香（同劇演員：任劍輝、歐陽儉、梁醒波、劉克宣、李寶瑩）
- 1958年4月10日：《三審狀元妻》飾 杜娟紅（同劇演員：任劍輝、半日：安、劉月峰、劉克宣、任冰兒）
- 1958年7月18日：《桃花仙子》飾 杜宜春（同劇演員：任劍輝、半日：安、許英秀）
- 1959年1月21日：《可憐女》飾 林秀琼（同劇演員：任劍輝、半日：安、蘇少棠、梁素琴）
- 1959年2月18日：《紫釵記》飾 霍小玉（同劇演員：任劍輝、梁醒波、蘇少棠、靚次伯、任冰兒）
- 1959年4月1日：《穿金寶扇》飾 呂昭華（同劇演員：任劍輝、半日：安、李香琴）
- 1959年4月15日：《三年一哭二郎橋》飾 楊春香（同劇演員：任劍輝、梁醒波、俞明、梁淑卿、陳非、任冰兒）
- 1959年5月6日：《枇杷巷口故人來》飾 江若梅（同劇演員：任劍輝、半日：安、林家聲、任冰兒）
- 1959年6月10日：《九天玄女》飾 冷霜蝉  （同劇演員：任剑辉、朱少坡、陈皮梅、任冰儿、陈锦棠、梁醒波、苏少棠、仙凤鸣剧团歌舞组、关仁、陈立品、李奇峰）
- 1959年6月30日：《帝女花》飾 長平公主（同劇演員：任劍輝、靚次伯、歐陽儉）
- 1959年6月30日：《獅吼記》飾 柳玉娥（同劇演員：任劍輝、梁醒波、半日：安）
- 1959年7月29日：《芙蓉傳》飾 陸芙蓉（同劇演員：任劍輝、麥炳榮、李海泉）
- 1959年9月16日：《蝶影紅梨記》飾 謝素秋（同劇演員：任劍輝、靚次伯、梁醒波、張醒非）
- 1959年10月28日：《淒涼媳婦》飾 周雲鳳（同劇演員：任劍輝、靚次伯、李香琴、李海泉）
- 1959年12月30日：《跨鳳乘龍》飾 秦弄玉（同劇演員：任劍輝、梁醒波、許英秀、任冰兒）
- 1960年1月27日：《紅梅白雪賀新春》飾 盧雪瑩（同劇演員：任劍輝、蘇少棠、譚倩紅）
- 1960年2月10日：《西施》飾 西施（同劇演員：任劍輝、梁醒波、靚次伯）
- 1960年4月7日：《妻嬌郎更嬌》飾 李懷清（同劇演員：任劍輝、歐陽儉、靚次伯、任冰兒）
- 1960年4月10日：《芸娘》飾 芸娘（同劇演員：任劍輝、半日：安、靚次伯、蘇少棠）
- 1961年12月20日：《香江花月夜》分飾 芸娘/秋香（從 《鄉下佬遊埠》1955、馬師曾、紅線女主演、《唐伯虎點秋香》1957、任劍輝、白雪仙主演、《香銷十二美人樓》1958、任劍輝、芳艷芬主演、《芸娘》1960、任劍輝、白雪仙主演、加上少量補拍戲份剪輯而成、其中以《鄉》片為內脉络）
- 1966年12月1日：《观音得道、香花山大贺寿》飾 ？（群贺戏、轮流上台、短暫、現場攝錄八和會館紅伶及子弟祝賀華光先師寶誕的演出、各紅伶合演 "觀音得道" 及 "香花山大賀壽"）
- 1968年2月1日：《李後主》飾 小周后  （1964年始拍、同劇演員：任劍輝、梁醒波、靚次伯、陳錦棠、李清、蘇少棠、石燕子、石堅、任冰兒）

## 著作
- 白雪仙、邁克（2004）。《奼紫嫣紅開遍——良辰美景仙鳳鳴》（纖濃本）（全二冊）。香港：三聯書店。[59]
- 白雪仙、邁克（2004）。《怎知春色如許：白雪仙珍藏相簿》。香港：牛津大學出版社。[60]
- 白雪仙（1957）。《白雪仙自傳》。香港：集文出版社。[3]

## 外部連結
- 雪宮仙館 （页面存档备份，存于）
- 白雪仙自傳 （页面存档备份，存于）
- 任白小傳
- 良辰美景仙鳳鳴